# Spartiates (parti politique)
Les Spartiates (en grec moderne : Σπαρτιάτες romanisé : Spartiátes) est un parti politique d'extrême droite grec, fondé en 2017 par Vassílis Stíngas. Il est régulièrement décrit comme d'extrême droite en raison de ses liens étroits avec Aube dorée,,.
Le parti gagne en popularité dans les sondages nationaux à la mi-juin 2023, à la suite du soutien sur Twitter de Ilías Kassidiáris, ancien député d'Aube dorée, homme politique ultranationaliste et condamné lors du procès déclarant Aube dorée une organisation criminelle. Kassidiáris exhorte ses partisans à voter pour les Spartiates lors des élections législatives de juin 2023.
Étant donné que bon nombre de ses députés ont déjà été associés à Aube dorée ou au parti de Kassidiáris, Les Hellènes — interdit notamment de participer aux élections législatives de mai 2023 — les Spartiates sont considérés comme dans la continuation de Aube dorée. Certaines sources qualifient même le parti de « cheval de Troie » de Kassidiáris,.

## Histoire
À la fin des années 1980, Vassílis Stíngas rejoint pour la première fois la Nouvelle Démocratie pendant quelques années, à l'époque où Konstantínos Mitsotákis est Premier ministre de Grèce. Insatisfait du parti, il suit le ministre des Affaires étrangères de l'époque, Antónis Samarás, dans son nouveau parti Printemps politique, après que ce dernier soit démis de ses fonctions au sujet de sa position sur le différend sur la dénomination de la Macédoine.
Au début des années 2000, Stíngas rejoint l'Alerte populaire orthodoxe de Georgios Karatzaferis. Il le quitte après le soutien du parti au mémorandum en 2012 alors qu'il participe au gouvernement de coalition de Loukás Papadímos.
Il fond le parti les Spartiates en 2017, tout en participant à des programmes politiques sur la chaîne YouTube de Konstandínos Plévris et Tasos Simigdalas. Au cours de cette période, il interview différentes personnalités politiques telles que l'homme politique de gauche Panayiótis Lafazánis, le centriste Vasilis Leventis et le membre d'Aube dorée Ioánnis Lagós,,. Après 2019, Stíngas anime une émission hebdomadaire soutenant le parti néonazi Conscience populaire nationale.
Pour les élections européennes de mai 2019, une alliance électorale est annoncée avec le parti Union des centristes de Vassilis Leventis. À l'issue du scrutin le parti de Stíngas reçoit 752 voix à l'échelle du pays. Lors des élections législatives de 2019, Stíngas participe de nouveau sur la liste électorale de l'Union des centristes dans la circonscription de la Béotie et reçoit 35 voix,.
En décembre 2020, la formation d'une coalition est annoncée par ELASYN, LEPEN, le parti « Spartiates », le Front uni de l'idéologie grecque des compatriotes (EMEIS) et la Ligne de front, avec la perspective d'un descendance électorale conjointe avec le nom K.Y.M.A de l'hellénisme. En février 2021, la coalition annonce la collaboration de la formation avec le capitaine à la retraite et chef du Mouvement des citoyens populaires (LAKIP), Andreas Petropoulos.
Le 8 juin 2023, le parti Spartiates est autorisé à participer aux prochaines élections législatives de juin 2023 par la Cour de cassation de Grèce. À la suite de l'exclusion du parti d'extrême droite Les Hellènes d'Ilías Kassidiáris des élections de mai et de juin 2023, Kassidiáris annonce son « plein soutien » au parti de Stíngas,. Le parti fait son entrée au Parlement grec à la suite des élections de juin 2023 en remportant 12 sièges avec 4,68% des suffrages.

## Idéologie
Le parti est considéré comme ultranationaliste et ultraconservateur et se positionne à l'extrême droite de l'échiquier politique. Le parti se décrit comme un partisan de la « droite patriotique populaire », du triptyque « patrie-religion-famille » et du « nationalisme grec sain »,.

## Liens avec Ilías Kassidiáris et Les Hellènes
Au moins dix membres et hommes politiques du parti Les Hellènes — y compris l'un des avocats de Kassidiáris — sont présents sur les listes électorales des Spartiates pour les élections législatives de juin 2023. Vasilis Stíngas a soutenu ouvertement le parti Conscience populaire nationale du néo-nazi condamné Ioánnis Lagós, et s'est ensuite avéré être membre du parti Les Hellènes. Lors des élections législatives de mai 2023, les Spartiates ne participent pas et ne prennent pas part à la discussion des éventuels partis qu'Ilías Kassidiáris soutiendrait. Après sa deuxième interdiction à participer aux élections par la Cour suprême, Kassidiáris et les membres de son parti apportent ouvertement leur soutien aux Spartiates,. Dans sa première déclaration publique à la suite des élections, Stíngas remercie ouvertement Kassidiáris pour « [être] le carburant qui nous a propulsés à [entrer au parlement] ».
Face à une révolte surprise en juillet 2023, le chef du parti Vassílis Stíngas rencontre une situation dans laquelle neuf députés établissent une déclaration contre lui. Ils citent des remarques contraires à l'éthique et inacceptables faites par le député Konstantinos Floros. Plus tôt dans la journée au parlement, Floros a exprimé ouvertement sa joie pour la candidature du chef néo-nazi et condamné de l'organisation criminelle Aube dorée dans la municipalité d'Athènes, Ilías Kassidiáris. L'incident est renforcé encore plus avec la perception selon laquelle Kassidiáris fonctionne comme le chef de facto des Spartiates.

## Résultats électoraux

### Élections législatives
| Année   | Voix    | %    | Sièges   | Rang | Gouvernement        |
| ------- | ------- | ---- | -------- | ---- | ------------------- |
| 2019    | 70 178  | 1,24 | 0 / 300  | 9e   | Extra-parlementaire |
| 06/2023 | 243 922 | 4,68 | 12 / 300 | 5e   | Opposition          |

### Élections européennes
| Année | Voix   | %    | Sièges | Rang |
| ----- | ------ | ---- | ------ | ---- |
| 2019  | 82 075 | 1,45 | 0 / 21 | 10e  |